# Hector John Eastwood
Hector John Eastwood (Enfield, 1887 – ...) è stato un calciatore inglese, di ruolo di centrocampista.

## Carriera
Vestì la maglia del West Ham dal 1908 al 1909, poi passò al Pilgrims FC e dal 1910 al 1912 all'Ilford FC.
Nel 1912 si trasferì in Italia per giocare con il Genoa. Poiché nel calcio italiano, all'epoca, vigeva un rigoroso dilettantismo ed essendo Eastwood un giocatore semi-professionista, per mascherare il suo status gli venne trovato un impiego presso l'agenzia marittima Coe & Clerici.
Eastwood esordì in rossoblu il 3 novembre 1912 nella vittoria esterna per tre a due contro l'Inter. Con il club genovese si piazzò al secondo posto della Prima Categoria 1912-1913 totalizzando 9 presenze.
La stagione seguente passò tra le file del Naples con il quale segnò l'unica rete italiana il 2 febbraio 1914 contro l'Unione Sportiva Internazionale Napoli, raggiungendo le semifinali dell'Italia meridionale.
Al termine della prima guerra mondiale tornò in patria giocando nuovamente con l'Ilford FC. 